# Отвореност за искуство
Отвореност за искуство је један од домена који се користе за описивање људске личности у моделу пет фактора.
Отвореност укључује шест аспеката, или димензија: активну машту (фантазија), естетску осетљивост, пажњу на унутрашња осећања, склоност разноврсности (авантуризам), интелектуалну радозналост и изазивање ауторитета (психолошки либерализам). Велики број психометријских истраживања је показао да су ови аспекти или квалитети у значајној корелацији. Отвореност се може посматрати као глобална особина личности која се састоји од скупа специфичних груписаних особина, навика и тенденција.
Отвореност има тенденцију да се нормално дистрибуира у малом броју појединаца који постижу изузетно високе или ниске резултате у отворености, док већина људи постиже умерен резултат. Сматра се да су људи који имају низак резултат у погледу отворености затворени за искуство. Они имају тенденцију да буду конвенционални и традиционални у свом погледу и понашању. Они више воле познате рутине него нова искуства и генерално имају ужи спектар интересовања. Отвореност има умерено позитивне односе са креативношћу, интелигенцијом и знањем. Отвореност је повезана са психолошком особином апсорпције, а слична апсорпција има скроман однос према индивидуалним разликама у хипнотичкој подложности.
Отвореност има скромније односе са аспектима субјективног благостања у поређењу са осталим особинама личности модела пет фактора. У целини, чини се да отвореност у великој мери није повезана са симптомима менталних поремећаја.
Отвореност према искуству се обично процењује методама самомерења, иако се такође користе извештаји колега и посматрање треће стране. Мере самопроцене су или лексичке или засноване на исказима.
Бројне студије су откриле да отвореност према искуству има две главне подкомпоненте, једну која се односи на интелектуалне диспозиције, а другу на искуствене аспекте отворености, као што су естетско уважавање и отвореност за чулна искуства. Ове подкомпоненте се називају интелект и искуство отворености, и имају снажну позитивну корелацију (р = .55) једна са другом.
Према истраживању Сема Гослинга, могуће је проценити отвореност испитивањем домова и радних простора људи. Појединци који су веома отворени за искуство имају тенденцију да имају препознатљиве и неконвенционалне украсе. Такође ће вероватно имати изложене књиге о разним темама, разноврсну музичку колекцију и уметничка дела.
Отвореност за искуство је у корелацији са креативношћу, мерено тестовима дивергентног мишљења. Отвореност је повезана и са уметничком и са научном креативношћу. Утврђено је да професионални уметници, музичари и научници имају већи резултат у отворености у поређењу са припадницима шире популације.
Отвореност за искуство је у корелацији са интелигенцијом, коефицијенти корелације крећу се од око р = .30 до р = .45. Отвореност према искуству је умерено повезана са кристализованом интелигенцијом, али само слабо са флуидном интелигенцијом. Студија која је испитивала аспекте отворености открила је да аспекти Идеје и Акције имају скромне позитивне корелације са флуидном интелигенцијом (р =.20 и р =.07). Ове менталне способности могу доћи лакше када су људи радознали и отворени за учење. Неколико студија је пронашло позитивне везе између отворености за искуство и општег знања. Људи који имају високу отвореност могу бити више мотивисани да се баве интелектуалним активностима које повећавају њихово знање. Отвореност према искуству, посебно аспект идеја, повезан је са потребом за спознајом, мотивационом тенденцијом да се размишља о идејама, преиспитивању информација и уживању у решавању загонетки, као и са типичним интелектуалним ангажовањем (слична конструкција потреба за сазнање).

### Апсорпција и могућност хипнотизовања
Отвореност према искуству је снажно повезана са психолошким конструктом апсорпције дефинисаном као „склоност ка епизодама 'потпуне' пажње које у потпуности ангажују нечије перцептивне, енактивне, имагинативне и идејне ресурсе. Конструкт апсорпције је развијен како би се индивидуалне разлике у хипнотизацији повезале са ширим аспектима личности. Конструкт апсорпције утицао је на Коста-Макрејов развој концепта отворености за искуство, у њиховом оригиналном НЕО моделу, због независности апсорпције од екстраверзије и неуротицизма. Чини се да човекова отвореност да буде апсорбован у искуство захтева општију отвореност за нова и необична искуства. Отвореност према искуству, као и апсорпција, има скромне позитивне корелације са индивидуалним разликама у хипнотизацији. Факторска анализа је показала да су аспекти отворености фантазије, естетике и осећања уско повезани са апсорпцијом и предвиђањем хипнотизираности, док преостала три аспекта идеја, акција и вредности углавном нису повезана са овим конструктима. Овај налаз сугерише да отвореност за искуство може имати две различите, али повезане поддимензије: једну која се односи на аспекте пажње и свести процењене аспектима фантазије, естетике и осећања; други се односио на интелектуалну радозналост и друштвени/политички либерализам према преостала три аспекта. Међутим, сви они имају заједничку тему 'отворености' у неком смислу. Овај дводимензионални поглед на отвореност према искуству посебно је релевантан за хипнотизацију.

### Однос према другим особинама личности
Иако се претпоставља да су фактори у моделу великих пет независних, отвореност према искуству и екстраверзија како је оцењено у НЕО-ПИ-Р имају значајну позитивну корелацију. Отвореност за искуство такође има умерену позитивну корелацију са тражењем сензација, посебно са аспектом тражења искуства. Упркос томе, тврдило се да је отвореност за искуство и даље независна димензија личности од ових других особина јер се већина варијанси у особини не може објаснити њеним преклапањем са овим другим конструктима. Студија која је упоређивала инвентар темперамента и карактера са моделом пет фактора открила је да је отвореност за искуство имала значајну позитивну корелацију са самотрансценденцијом („духовна“ особина) и у мањој мери тражењем новина (концептуално слично тражењу сензација).

### Друштвени и политички ставови
Ова особина личности има друштвене и политичке импликације. Људи који су веома отворени за искуство обично су либерални и толерантни према различитостима. Као последица тога, они су генерално отворенији за различите културе и стилове живота. Они су више на дистанци спрам етноцентризма, десничарске ауторитарности, оријентацији на друштвену доминацију и предрасудама. Недавна истраживања су тврдила да је однос између отворености и предрасуда можда сложенији, јер су испитане предрасуде биле предрасуде према конвенционалним мањинским групама (на пример, сексуалне и етничке мањине) и да људи који су веома отворени и даље могу бити нетолерантни према онима који су у сукобљене погледе на свет.
Што се тиче конзервативизма, студије су откриле да је културни конзервативизам повезан са ниском отвореношћу и свим његовим аспектима, али економски конзервативизам није био повезан са потпуном отвореношћу, и само слабо негативно повезан са аспектима естетике и вредности. Најјачи предиктор личности економског конзервативизма била је ниска сарадљивост (р = -.23). Економски конзервативизам је више заснован на идеологији, док се чини да је културни конзервативизам више психолошки него идеолошки и може одражавати склоност једноставним, стабилним и познатим обичајима. Нека истраживања показују да промене нивоа отворености људи не доноси промене конзервативних ставова.

### Субјективно благостање и ментално здравље
Утврђено је да отвореност према искуству има скромне, али значајне везе са срећом, позитивним утицајем и квалитетом живота и да није повезана са задовољством животом, негативним утицајем и укупним утицајем на људе уопште. Ови односи са аспектима субјективног благостања имају тенденцију да буду слабији у поређењу са других собинама петофакторских о модела односно екстраверзије, неуротицизма, савесности и пријатности. Утврђено је да је отвореност према искуству повезана са задовољством животом код старијих особа након контроле збуњујућих фактора. Чини се да отвореност генерално није повезана са присуством менталних поремећаја.
Поред тога, отвореност за искуство може допринети грациозном старењу, олакшавајући здраво памћење и вербалне способности, као и низ других значајних когнитивних карактеристика код старијих особа.

### Поремећаји личности
Најмање три аспекта отворености су релевантна за разумевање поремећаја личности: когнитивне дисторзије, недостатак увида и импулсивност. Проблеми који се односе на велику отвореност могу изазвати проблеме у друштвеном или професионалном функционисању и то су: су претерано маштање, осебујно размишљање, дифузан идентитет, нестабилни циљеви и неусаглашеност са захтевима друштва.
Висока отвореност је карактеристична за шизотипни поремећај личности (чудно и фрагментирано мишљење), нарцистички поремећај личности (претерано самовредновање) и параноидни поремећај личности (осетљивост на спољашње непријатељство). Недостатак увида (показује ниску отвореност) карактеристичан је за све поремећаје личности и може објаснити постојаност неприлагођених образаца понашања.
Проблеми повезани са ниском отвореношћу су потешкоће у прилагођавању променама, ниска толеранција на различите погледе на свет или стилове живота, емоционално спљоштеност, алекситимија и узак опсег интересовања. Ригидност је најочигледнији аспект (ниске) отворености међу поремећајима личности и то показује недостатак знања о сопственим емоционалним искуствима. Најкарактеристичнији је за опсесивно-компулзивни поремећај личности. Његова супротност, позната као импулсивност (овде: аспект отворености који показује склоност да се понаша необично или аутистично), карактеристична је за шизотипне и граничне поремећаје личности.

### Религиозност и духовност
Отвореност за искуство има мешовите односе са различитим типовима религиозности и духовности. Општа религиозност има слабу везу са ниском отвореношћу. Верски фундаментализам има нешто значајнији однос са ниском отвореношћу. Утврђено је да мистична искуства изазвана употребом псилоцибина значајно повећавају отвореност.

### Пол
Студија која је испитивала родне разлике у великим пет особина личности у 55 нација открила је да међу нацијама постоје занемарљиве просечне разлике између мушкараца и жена у отворености за искуство.

### Памћење снова
Студија о индивидуалним разликама у учесталости присећања снова открила је да је отвореност искуству једина особина од пет великих особина личности повезана са чешћим присећања. Учесталост сећања снова је такође повезана са сличним особинама личности, као што су апсорпција и дисоцијација . Однос између присећања снова и ових особина се сматра доказом теорије континуитета свести. Конкретно, људи који имају живописна и необична искуства током дана, као што су они са високим нивоом ових особина, обично имају незаборавнији садржај снова, а самим тим и боље памћење снова.

### Сексуалност
Отвореност је повезана са многим аспектима сексуалности. Мушкарци и жене са високим степеном отворености су боље информисани о сексу, имају шире сексуално искуство, снажнији сексуални нагон и либералније сексуалне ставове. У брачним паровима, ниво отворености жена, али не и мужева, повезан је са сексуалним задовољством. То може бити зато што су отворене жене спремније да истражују разна нова сексуална искуства, што доводи до већег задовољства за оба супружника.

## Гени и физиологија
Верује се да отвореност за искуство, као и друге особине у моделу пет фактора, има генетску компоненту. Идентични близанци (који имају исти ДНК) показују сличне резултате у погледу отворености за искуство, чак и када су усвојени у различите породице и одгајани у веома различитим окружењима. Једна генетска студија са 86 субјеката открила је отвореност према искуству везану за полиморфизам 5-ХТТЛПР повезан са геном за  серотонинског транспортера. Мета-анализа  четири студије близанаца открила је да је отвореност најнаследнија (средња вредност = 57%) особина међу великих пет.

## Употреба дрога
Психолози су раних 1970-их користили концепт отворености према искуству како би описали људе који чешће користе марихуану. Отвореност је у овим студијама дефинисана као висока креативност, авантуризам, тражење новина у унутрашњим сензацијама и ниска ауторитарност. Неколико корелационих студија је потврдило да ће млади људи који имају високе резултате у овој групи особина вероватније користити марихуану. Новија истраживања су поновила овај налаз користећи савремене мере отворености.
Међукултуралне студије су откриле да културе са високим степеном отворености за искуство имају веће стопе употребе дроге екстази, иако студија на индивидуалном нивоу у Холандији није пронашла разлике у нивоима отворености између корисника и оних који не користе. Корисници екстазија су имали тенденцију да буду већи у екстраверзији и нижи у савесности од оних који не користе.
Студија из 2011. открила је да се отвореност (а не друге особине) повећава са употребом псилоцибина а ефекат траје чак и након 14 месеци 